# Chaitén
Chaitén este un târg și comună din provincia Palena, regiunea Los Lagos, Chile, cu o populație de 3.347 locuitori (2012) și o suprafață de 8470,5 km2.